# 張説
張 説（ちょう えつ、667年（乾封2年） - 730年（開元18年））は、中国唐の政治家・詩人。字は道済。西晋の司空の張華の末裔にあたる。文官・武官として順調に官職を重ね、工部侍郎・同中書門下平章事・中書令・巡察使・節度使を歴任し、三度も宰相となった。

## 生涯
667年に洛陽で生まれる。本貫は范陽郡方城県であるが、蒲州河東県に移住し、数代前に再び移住して洛陽に出た。
688年に科挙に第2階級で合格して太子校書郎となる。
703年9月、魏元忠を疎んじた張易之・張昌宗の兄弟が武則天に魏元忠が謀反を企んでいると誣告した。張説は官位を餌に偽証を求められたが、告発は虚偽のものであり魏元忠は無実であると主張して欽州に流罪となった。このことから後に中宗や玄宗の信頼を得た。
713年には、玄宗に刀を送って太平公主に対する挙兵を決断させ、その功績で燕国公に封じられた。
また、詩人としても名を成し、作品として『張説之文集』がある。
子に張均・張垍・張埱がいる。

## 略歴
- 667年 洛陽にて誕生
- 688年 科挙に合格、太子校書郎となる
- 700年 武則天の三陽宮での長期滞在を諫める
- 702年 中書舎人に抜擢される
- 703年 魏元忠を庇って欽州に流罪となる
- 705年 中宗に召されて兵部員外郎、次いで工部侍郎となる
- 710年 中書侍郎・雍州長史となる。李重福の反乱を裁く
- 711年 同中書門下平章事（宰相）に昇進
- 712年 太平公主に東都留司に左遷される
- 713年 玄宗に佩刀を贈って挙兵を決意させ、中書令（宰相）に昇進。燕国公に封じられるも、姚崇の讒言によって相州刺史・河北道巡察使へ左遷
- 716年頃 岳州刺史へ異動
- 717年頃 荊州長史へ異動
- 718年頃 右羽林将軍・検校幽州都督へ異動
- 719年 検校并州大都督府長史・天兵軍大使へ異動
- 721年 突厥の反乱を平定。兵部尚書・同中書門下三品（副宰相）となる
- 722年 朔方節度使に転任
- 723年 中書令に昇進
- 725年 知集賢殿書院事となる
- 726年 官吏登用を私した罪で中書令を罷免される
- 729年 尚書右丞相、のち左丞相となる
- 730年 病気により死去。諡は文貞

## 著作リスト
- 『張説之文集』
- 「唐玉泉大通禅師碑銘并序」[1]

## 伝記
- 『旧唐書』巻97
- 『新唐書』巻125